# Ваксенвиль
Ваксенви́ль (фр. Vaxainville) — коммуна во французском департаменте Мёрт и Мозель региона Лотарингия. Относится к кантону Баккара.

## География
Ваксенвиль расположен в 50 км к юго-востоку от Нанси. Соседние коммуны: Миньевиль на северо-востоке, Монтиньи на востоке, Реерре на юго-востоке, Брувиль на юге, Абленвиль на западе, Петтонвиль на северо-западе.

## Демография
Население коммуны на 2010 год составляло 86 человек.
| 1962 | 1968 | 1975 | 1982 | 1990 | 1999 | 2010 |
| ---- | ---- | ---- | ---- | ---- | ---- | ---- |
| 83   | 74   | 82   | 80   | 68   | 76   | 86   |

## Достопримечательности
- Церковь XVIII века.